# Autumnalia innopinata
Autumnalia innopinata är en växtart i släktet Autumnalia och familjen flockblommiga växter.
Arten är endemisk i Uzbekistan. Den beskrevs av den sovjetiske botanikern Michail Pimenov 1989.